# VK (véhicule prototype)
Pour les articles homonymes, voir VK.
 (janvier 2014).
Si vous disposez d'ouvrages ou d'articles de référence ou si vous connaissez des sites web de qualité traitant du thème abordé ici, merci de compléter l'article en donnant les références utiles à sa vérifiabilité et en les liant à la section « Notes et références ».
Les VK sont des prototypes de chars allemands.
Pour les ingénieurs allemands, VK signifiait « véhicule prototype ». Était ensuite indiquée la masse en tonne. Exemple : VK 3601 (H) signifiait « véhicule prototype de 36 tonnes, prototype numéro 1 » ; Le H, ici, désignait Henschel.
Voici la liste de plusieurs VK :
- VK 20.01
- VK 30.01 (H), VK 36.01 (H);etant tous deux des prototypes du célèbre tiger I
- VK 3001 (P) ;
- VK 4501 (P), prototype de Porsche pour le Tigre I, dont certains châssis furent utilisés pour la conversion en chasseurs de chars Ferdinand (un prototype non modifié fut envoyé sur le front de l'Est) ;
- VK 4502 (P) ;
- VK 7001 (K) « Löwe », projet de char super-lourd ;
- VK 1602 Leopard, projet de char de reconnaissance abandonné.
- VK 30.02 (M) projet de la société MAN precedant au panzer V panther I